# Jacob de Coccinabafos
Jacob de Coccinabafos (Jacobus, Ἰάκωβος) (segle xi), fou un monjo del monestir de Coccinabaphus en temps de l'emperador Aleix I Comnè (1081-1118). Fou un home de gran eloqüència i coneixements i un escriptor elegant. Es conserven algunes homilies, una d'elles In Nativitatem B. Mariae  (al Auctarium Novum de Combéfis, vol. 1. p. 1583) la qual Lleó Al·laci atribueix amb dubtes a Jacob bisbe de Bulgària que va viure a mitjan segle xiii.